# Innocenti
Innocenti (Інноченті) — з 1947 року італійський виробник автомобілів та моторолерів. Штаб-квартира знаходиться в Мілані. У 1972 році компанію купує фірма British Leyland, у 1975 році — De Tomaso, а у 1989 — Fiat. У 1997 році компанія припинила виробництво автомобілів.

## Заснування компанії. Виробництво моторолерів

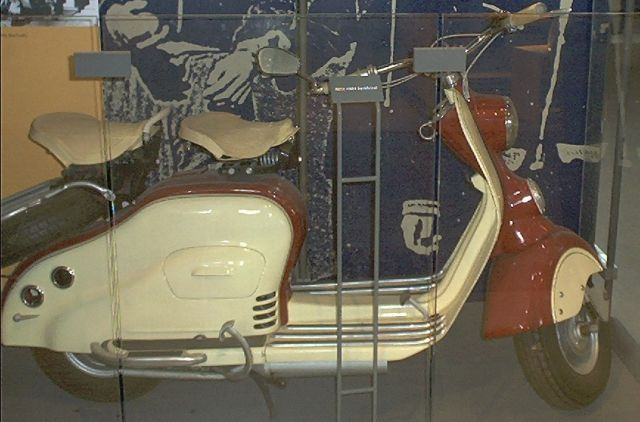
NSU Lambretta, виготовлений у ФРН

Фердінандо Інноченті заснував фірму в 1920 році, зайнявшись виробництвом промислових агрегатів. Після Другої світової війни він вирішує розширити виробництво і зайнятися, крім іншого, ще й транспортом. У підсумку 1947 року фірма випускає знаменитий моторолер «Ламбретта», який назвали на честь нового заводу, що знаходився в районі Мілана — Ламбрата. Цей моторолер став настільки популярний, що його випускали за ліцензією в Німеччині, Франції, Таїланді та інших країнах.

## Початок виробництва автомобілів

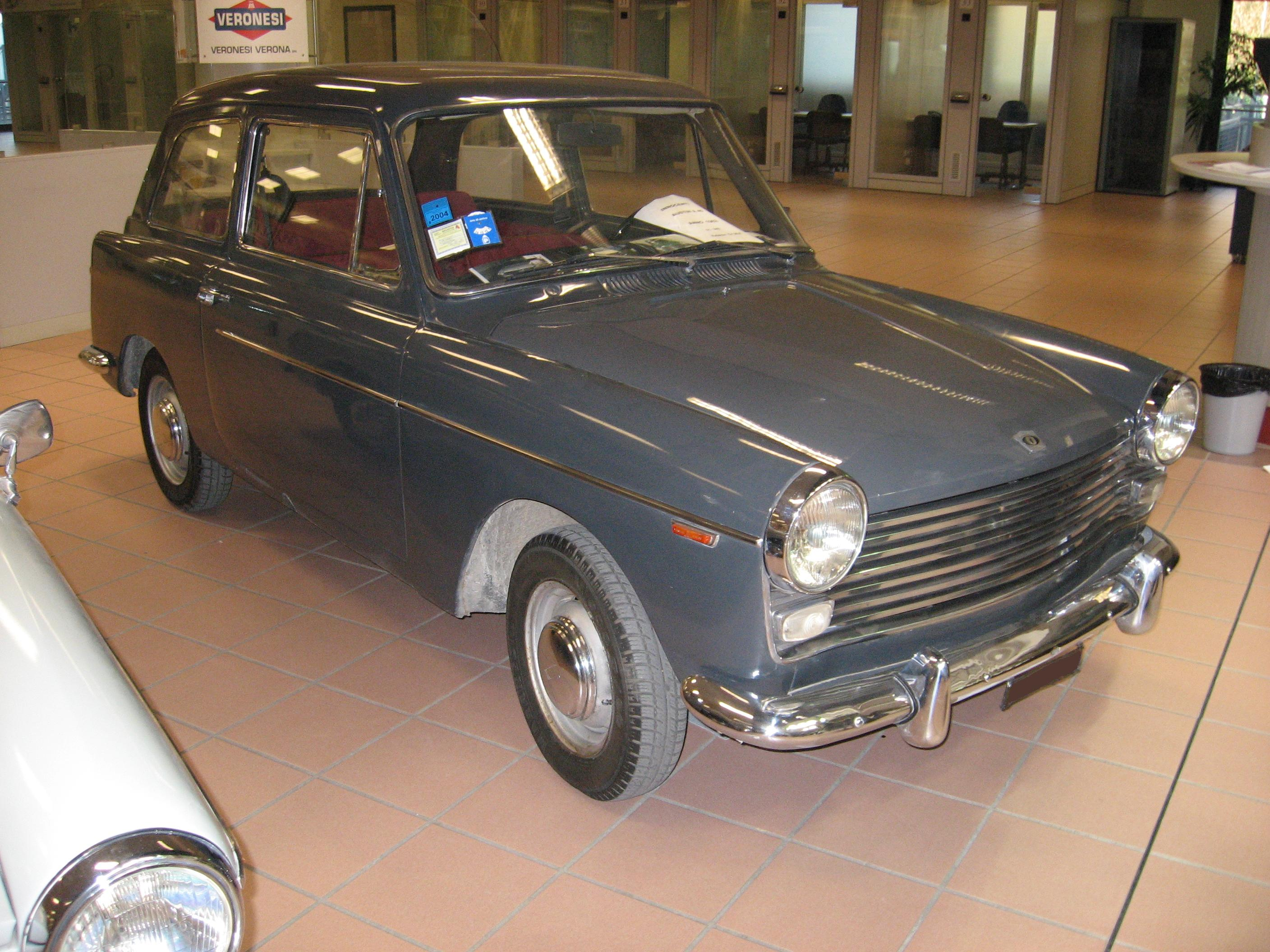
Innocenti A40

У 1958 році віце-президентом компанії стає син Фердінандо — Луїджі. А 1960 року фірма підписує угоду про складання автомобілів марки «Остін» на своїх потужностях. Починається великовузлове складання з англійських машинокомплектів моделі «Остін А40 Фаріна».
«Інноченті» випускалися з двома типами кузовів — ліфтбек і універсал, перший називався «Берліне», а другий — «Комбіната», причому задню частину універсала «Інноченті» розробили самі. Спочатку автомобілі оснащувалися 1 л моторами, а з 1962 року стали встановлюватися 1.1 л двигуни, модель стала називатися A40S. Загалом було випущено майже 68 000 машин (з 1960 по 1967 рік).
У 1961 році «Інноченті» починають самі виготовляти автомобілі, без великовузлових поставок. У цей же час з'являється технічний клон «Остін-Хілі Спрайт», який носить ім'я «Інноченті Спайдер 950», чи пізніше 1100 (за об'ємом мотора).

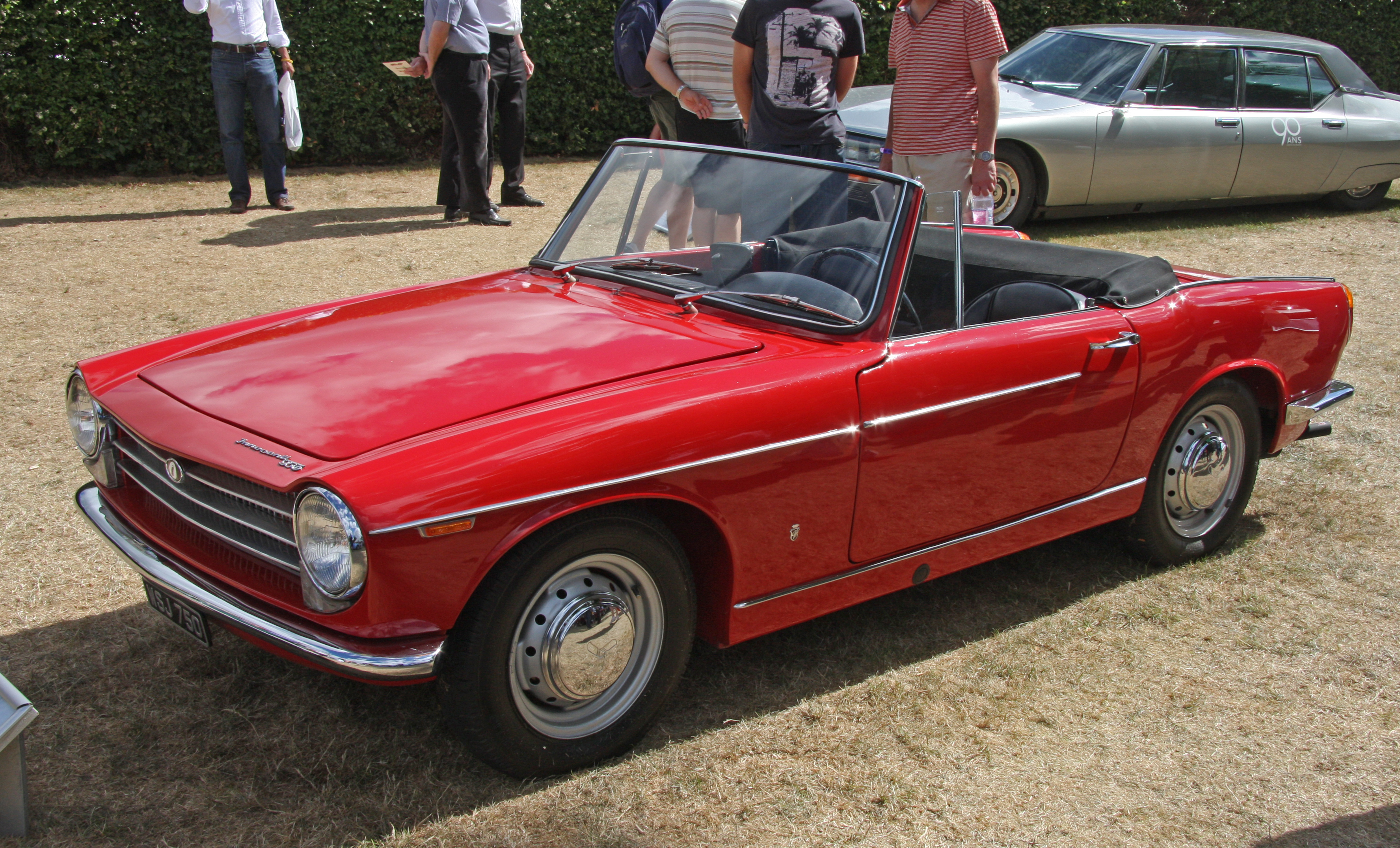
Innocenti Spider

Кузов не був копією британця, а був створений американцем Томом Т'ярда, який працював у фірмі «Гіа».
Машину випускали до 1968 року, виготовили близько 7600 машин.
У 1963 році з'являється черговий клон — IM3. Це копія британських «Морріс»/«Остін»/«Уолслі»/«Райлі»/«МГ 1100».

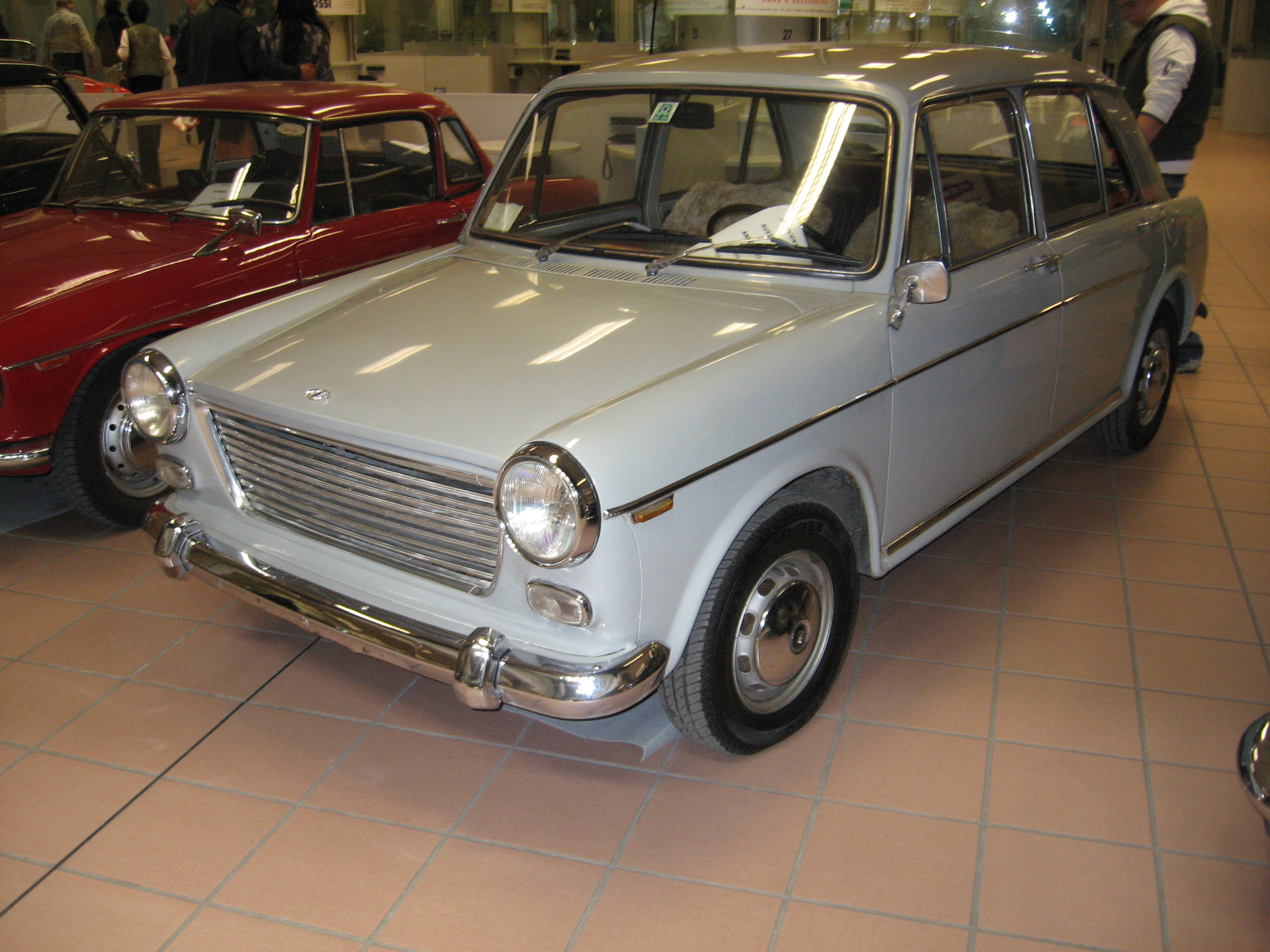
Innocenti IM3

Італійський варіант мав інший декор, бампери, дорожчу обробку салону (у порівнянні з «Моррісом», наприклад). Назва означала скорочення від слів «Інноченті-Морріс», а цифра 3 вказувала на те, що це була третя модель «Інноченті».
У тому ж 1963 році фірма показує свій прототип, який, на жаль, не йде в серію — 186 GT. Машина оснащена мотором «Феррарі Діно» об'ємом 1.8 л і потужністю 158 сил, але щось не заладилося з виробництвом.

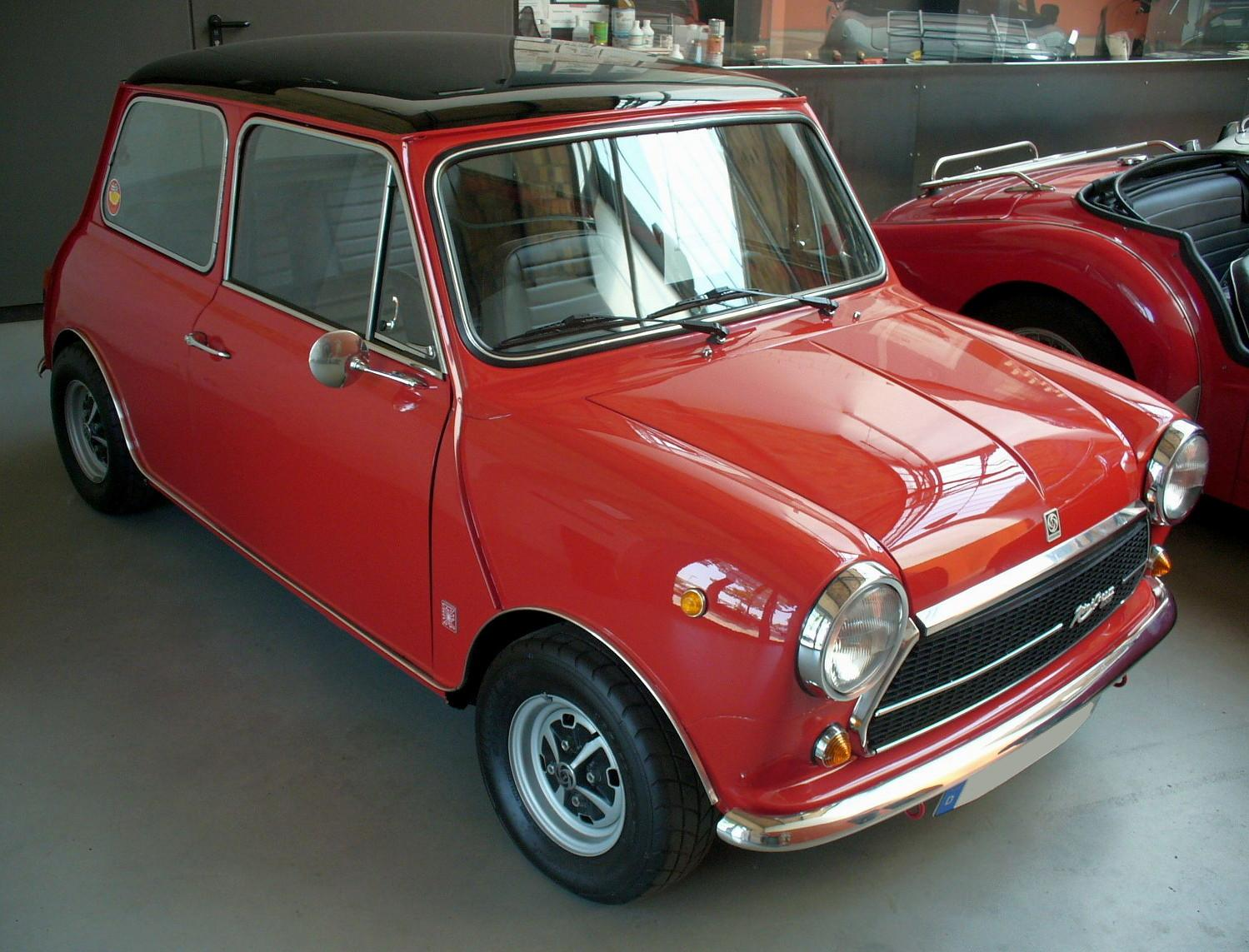
Innocenti Mini 850

У 1965 році завод бере в своє портфоліо нову модель, яка насправді вже 6 років випускається в Британії — «Міні».
За 10 років виробництва вдалося продати близько 300 000 машин. Що цікаво, італійці любили більш дорогу обробку, тож «Інноченті Міні» випускалися з більш вишуканим салоном.

## Innocenti у складі компанії British Leyland
У 1966 році помирає батько-засновник компанії, Луїджі не вдається утримати компанію на плаву, і в 1972 році фірма переходить під контроль компанії «Бритіш-Лейланд». У компанії величезні плани на підприємство, оскільки в Італії обсяг продажів більший тільки у «Фіата», а «Фольсваген» і «Рено» — відповідно на 3 і 4 місці. Управляти італійським підрозділом ставлять 32-річного британця Джефрі Робертсона.

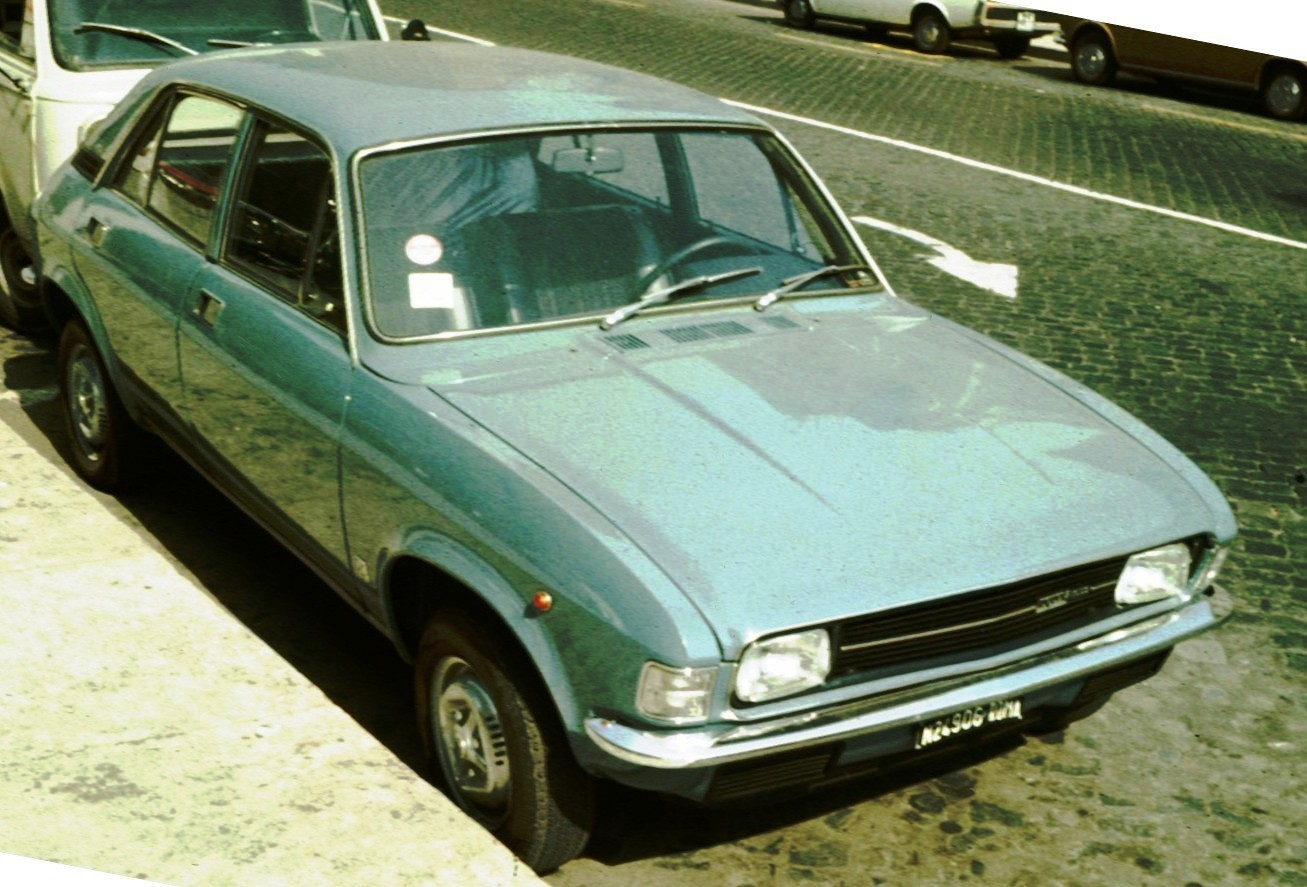
Innocenti Regent

Через рік «Інноченті» показує чергову модель, яка є 100 % клоном «Остін Аллегро» і носить ім'я «Регент», технічна начинка — також клон «Остіна».
Однак через три роки (у 1975 році) цей здоровенний концерн потрапить у скрутне економічне становище, і його націоналізує британський уряд. Італійський відділ виставляється на продаж.

## Innocenti у складі компанії De Tomaso
Тут виходить на арену аргентинець Алехандро Де Томазо. Він викуповує «Інноченті» і здійснює реорганізацію у своєму концерні «Де Томазо», куди входять безпосередньо «Де Томазо», «Мазераті» та «Інноченті», яку він називає «Нуово Інноченті».

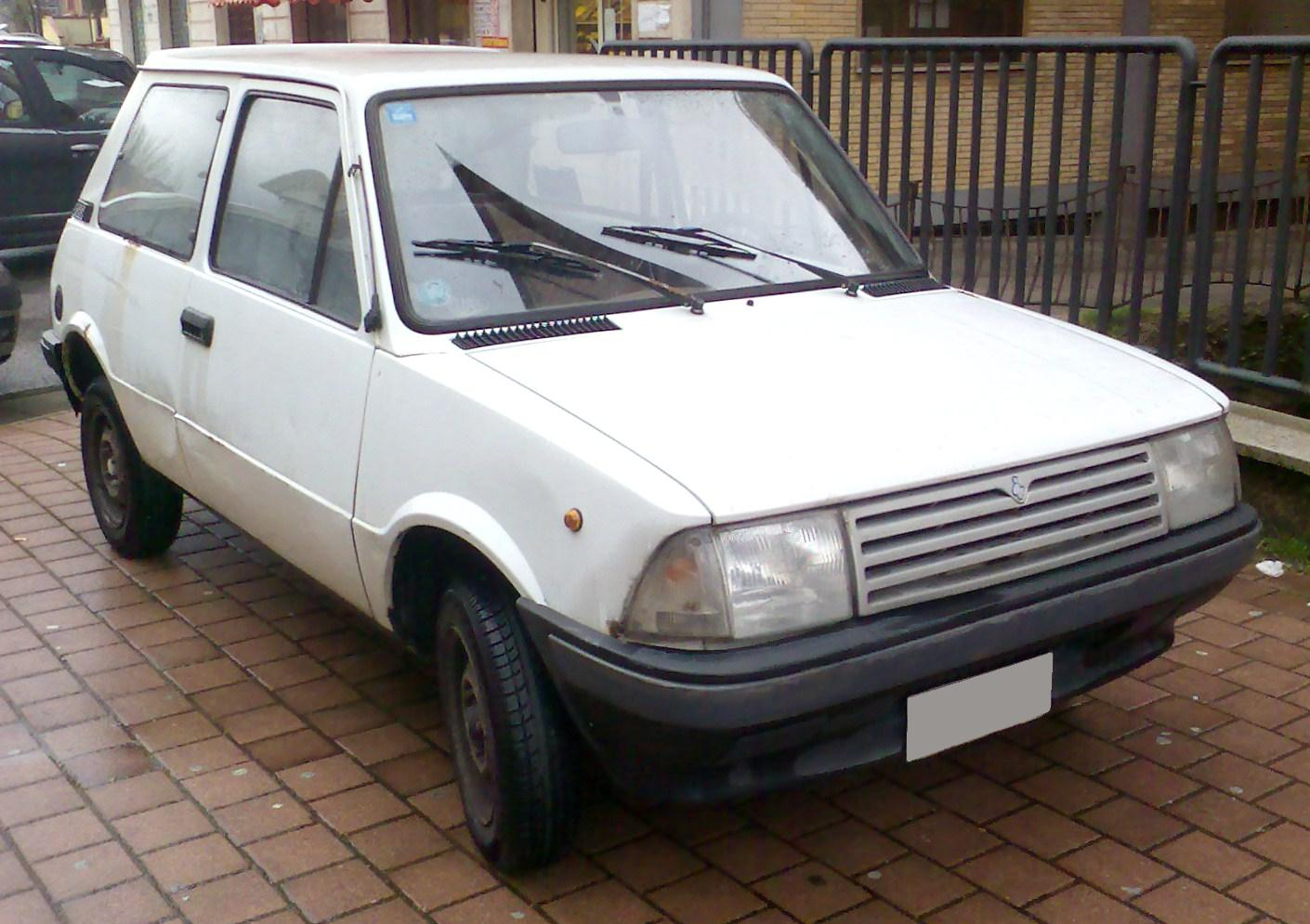
Innocenti Mini 90

У подарунок «Де Томазо» отримує показану в 1974 році на Туринській виставці оновлену модель «Інноченті Міні 90/120». Технічно це все той же «Міні», але з кузовом роботи «Бертоне».
Причому 120-та модель побудована на базі «Міні Купера», що розвиває 64 сили, модель 90 розвивала 44 конячки.

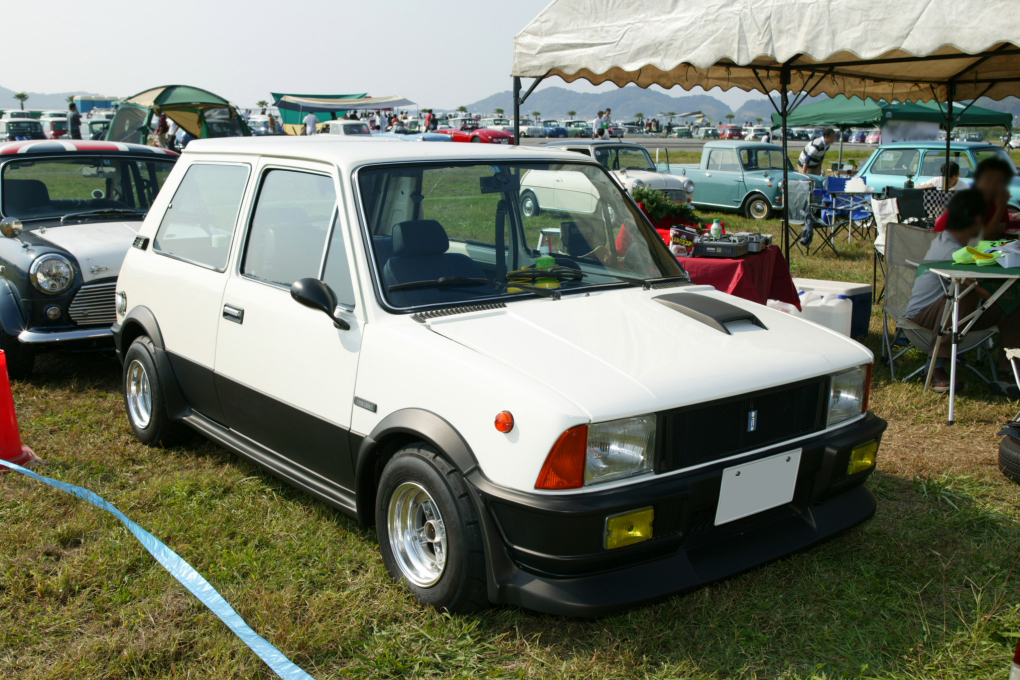
Innocenti De Tomaso

У 1976 році з'являється модель «Інноченті Де Томазо» все з тим же 1275-кубовим мотором, але потужністю в 74 сили. Зовні машина відрізнялася пластиковим обвісом, повітрозабірником і т. д.
У 1980 році «Міні» модернізують, модель 90 тепер називається 90 LSII, а модель 120 перейменовується в Mini Mille. Оздоблення салону стає багатшим, разом з тим 1.3 л мотор міняють на 1 л. З'являються пластикові бампери, нові фари спереду і ззаду, що подовжує машину на 5 см.
У 1982 році фірма вступає в нову еру. Вона відмовляється від британських компонентів і переходить на техніку від «Дайхатсу». З'являється модель Tre Cilindri, в якої всього 3 циліндра, в 1984 році її перейменують на «Мінітре». Ринок цих машинок обмежений ринками Франції, Бельгії та Швейцарії. Дилери в Німеччині просять випускати автомобілі з британськими моторами, що фірма і робить аж до 1984 року, поки не вичерпуються складські замовлення.

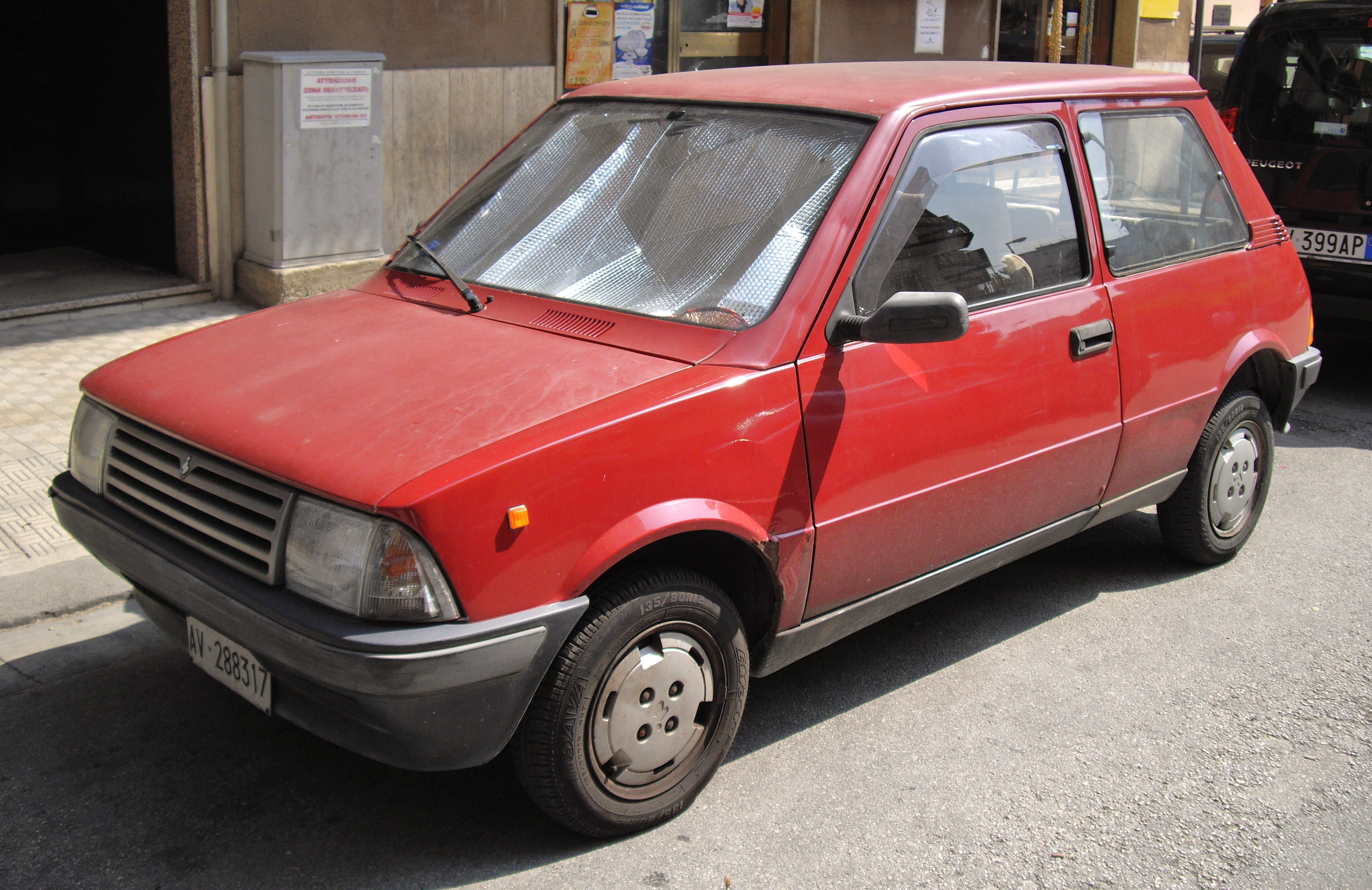
Innocenti Minitre

З переходом на мотори «Дайхатсу» з'являються і 5-ступінчасті коробки передач, а також 2-ступінчасті напівавтоматичні коробки передач.
1983 року модель «Де Томазо» отримує літровий турбо-мотор від «Дайхатсу» потужністю 72 сили.
У 1984 році з'являється модель 650, яка оснащується 2-циліндровим мотором об'ємом 617 кубів і потужністю 31 к.с. Пізніше, встановивши 3-циліндровий мотор об'ємом 550 кубів, модель назвуть «Міні 500».
«Інноченті» вперше оснащується дизельним мотором все тієї ж фірми «Дайхтасу», мотор об'ємом 1.0 л розвивав 37 сил.

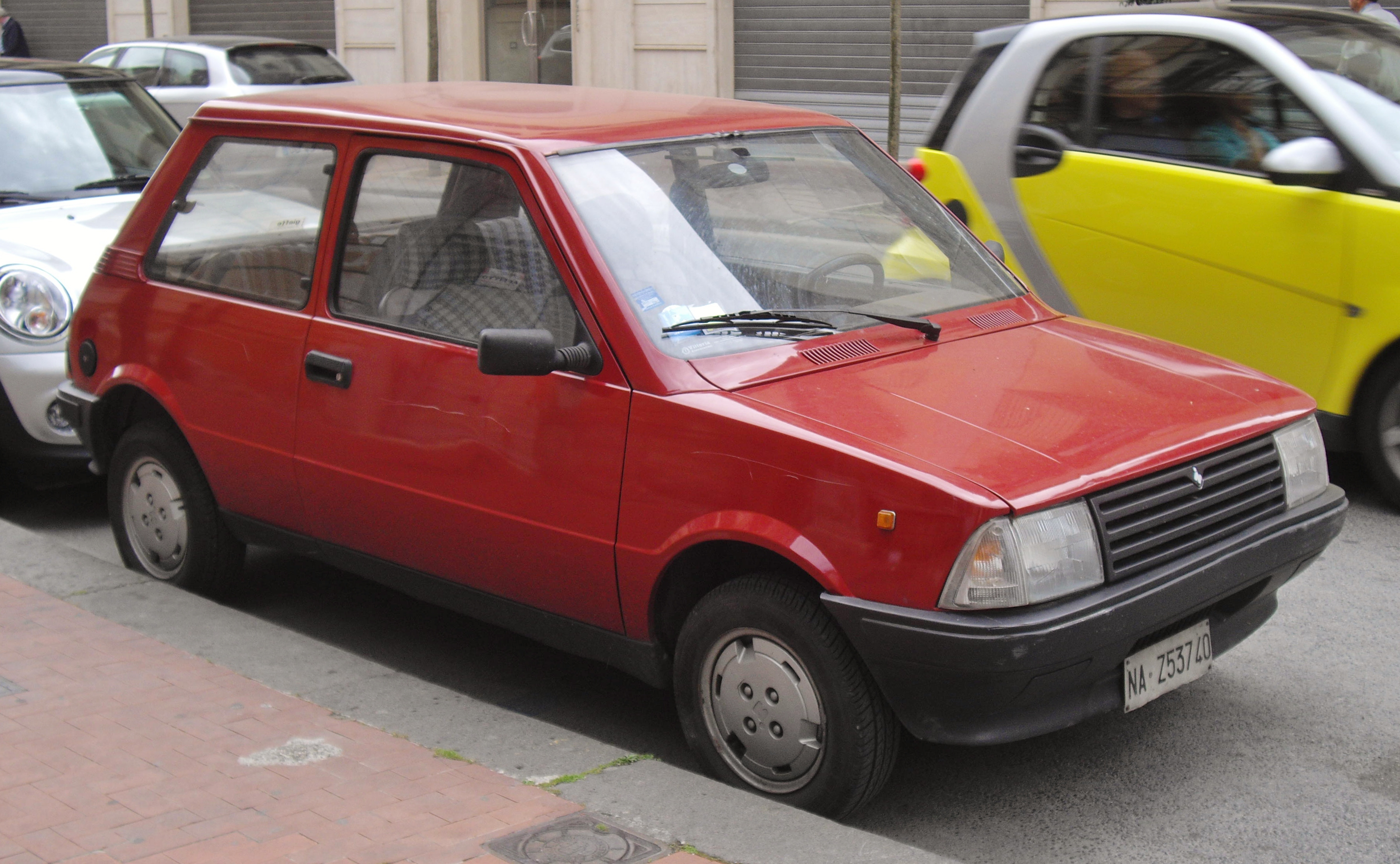
Innocenti Mini 990

У 1986 році з'являється подовжена версія — 990. База була подовжена на 16 см. На машину ставилися літрові мотори, як бензинові, так і дизельні.
Зовні її легко відрізнити від інших за відсутності кватирки на дверях.

## Innocenti у складі компанії Fiat
У кінці 1989 року фірму викуповує давній конкурент — ФІАТ.
У 1990 році модель «Міні» перейменовують у «Смол». Дизельний варіант, а також модель «Де Томазо» зникають з виробничої програми, так само пропадає коробка-автомат. З'являються спецваріанти з салоном із алькантари і тканинним дахом.
У 1993 році «Фіат» припиняє виробництво серії «Міні», бо «Дайхатсу» припиняє виробництво моторів тих серій, які використовуються на автомобілях «Інноченті».
«Фіат» починає продавати під цим брендом автомобілі, які випускаються в інших країнах з використанням вузлів від «Фіата».
Так у 1991 році з'являється модель «Корал», яка є нічим іншим, як югославським «Застава Корал», яка веде свій родовід від «Фіат 127».

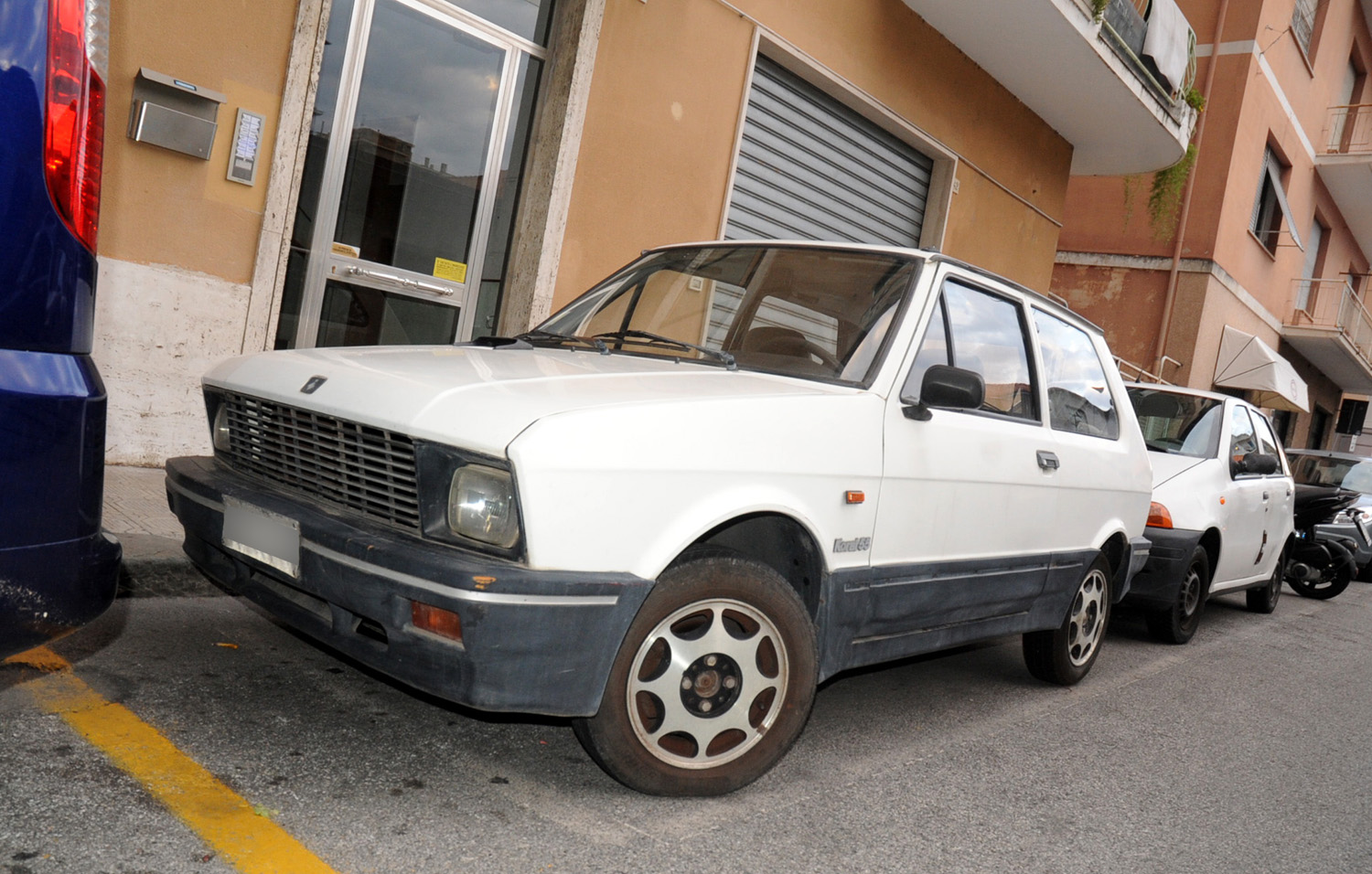
Innocenti Koral

Машину пропонували на італійському ринку до 1993 року.

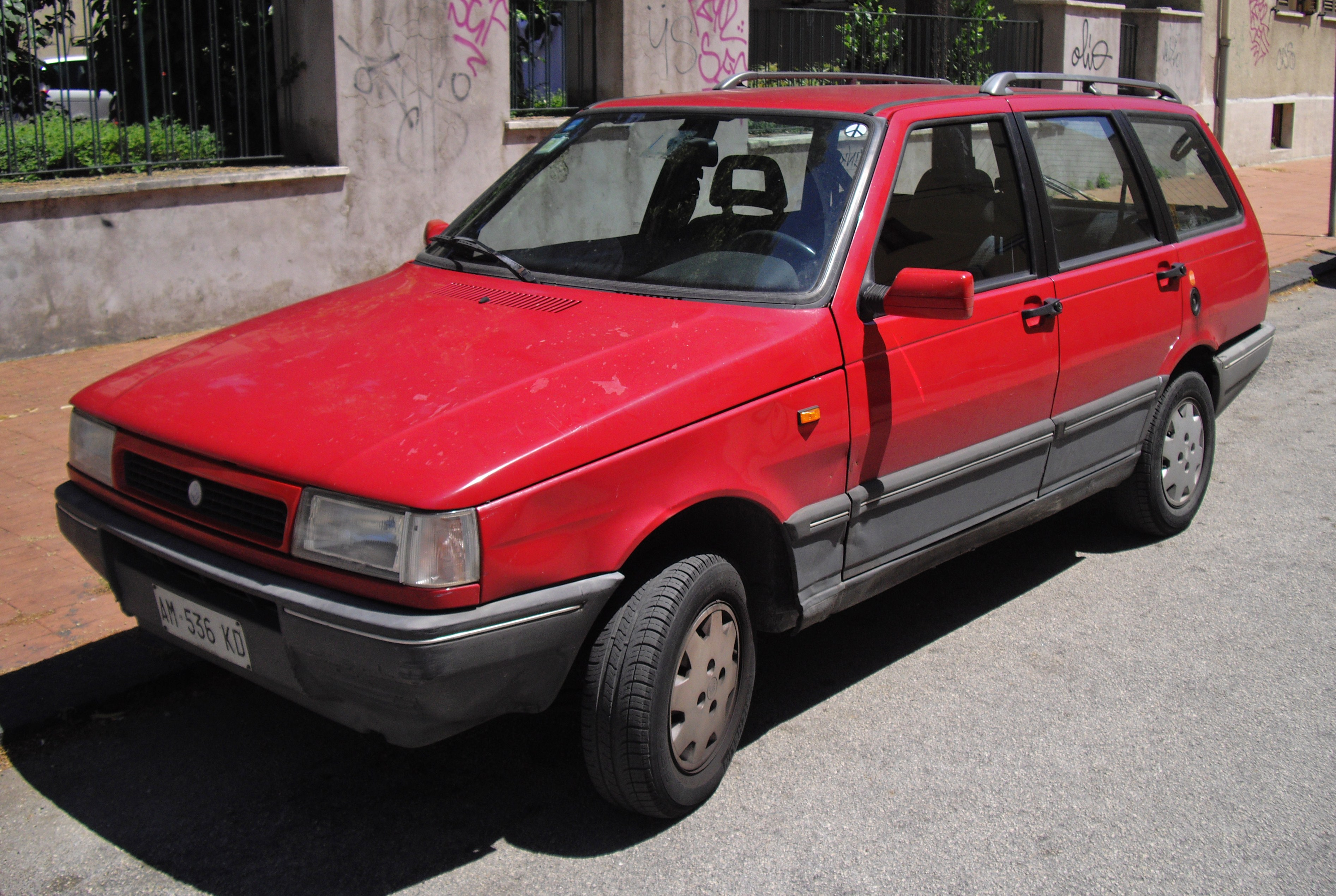
Innocenti Elba

У тому ж 1991 році почали експортувати бразильські «Фіат Ельба», які були по суті «Уно» з кузовом універсал.

## Припинення виробництва автомобілів. Закриття компанії

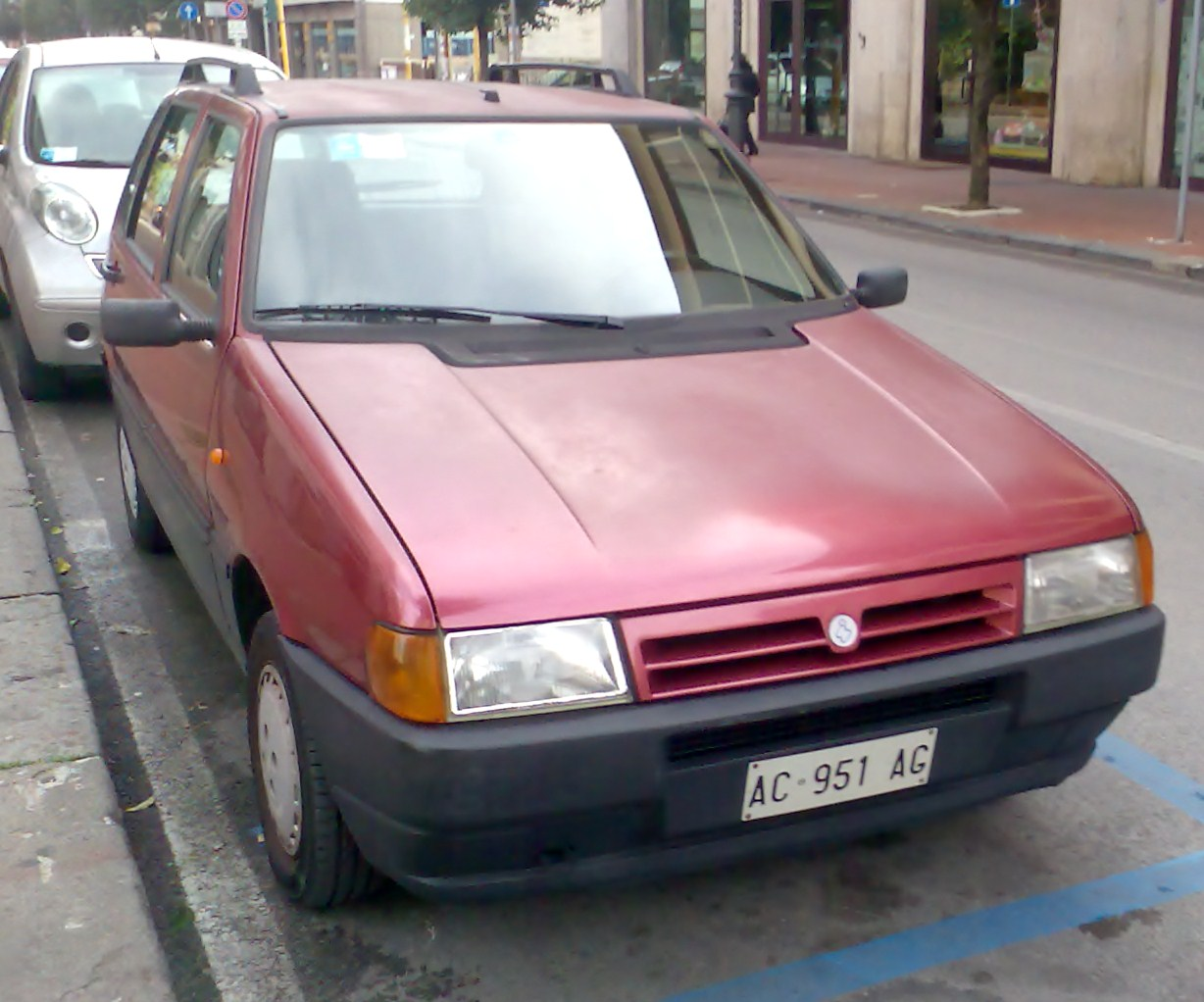
Innocenti Mille

У 1995 році модель «Уно» поступається місцем моделі «Пунто», але «Уно» продовжують випускати в Бразилії і поставляти на італійський ринок під назвою «Інноченті Мілле».

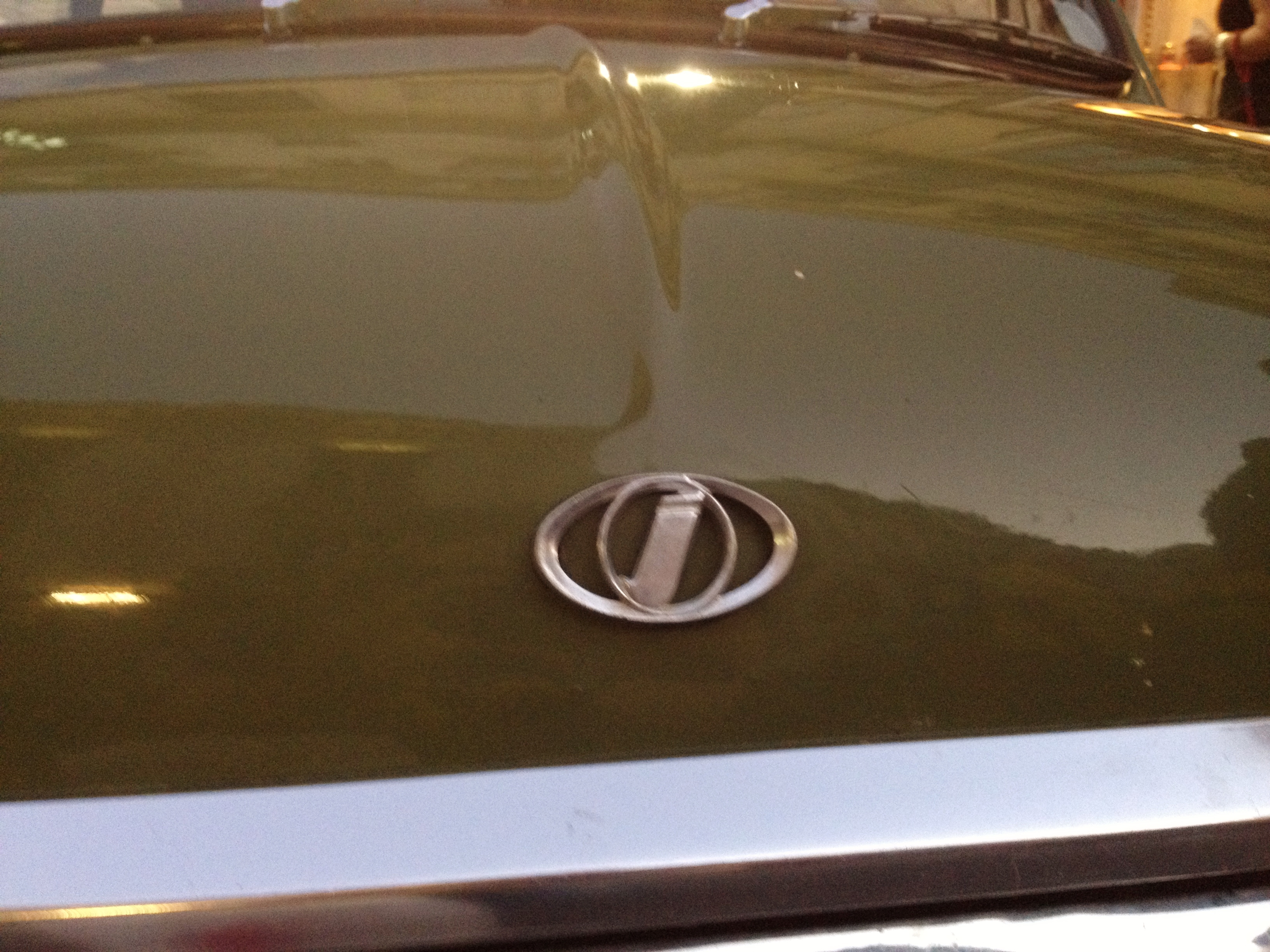
Логотип Innocenti

Машина стала останньою моделлю марки, яку в 1997 році керівництво «ФІАТ» вирішило більше не використовувати.

## Список автомобілів Innocenti
- 1960 — Innocenti A40
- 1961 — Innocenti Spider 950
  - Innocenti Spider 1100
- 1962 — Innocenti A40S
- 1963 — Innocenti IM3
- 1965 — Innocenti Mini 850
- 1973 — Innocenti Regent
- 1974 — Innocenti Mini 90
  - Innocenti Mini 120
- 1976 — Innocenti De Tomaso
- 1980 — Innocenti Mini 90 LSII
  - Innocenti Mini Mille
- 1982 — Innocenti Tre Cilindri
- 1984 — Innocenti Minitre
  - Innocenti Mini 650
  - Innocenti Mini 500
- 1986 — Innocenti Mini 990
- 1990 — Innocenti Small
- 1991 — Innocenti Koral
  - Innocenti Elba
- 1995 — Innocenti Mille